# 高鍋町内巡回バス
高鍋町内巡回バス（たかなべちょうないじゅんかいバス）は、宮崎県児湯郡高鍋町にて運行しているコミュニティバスである。

## 運行概要
- 料金 - 小学生以上100円、小学生未満は無料
- 運転日 - 土曜日・日曜日・月曜日運休。月曜日がめいりんの湯の開館日の場合は火曜ダイヤで運転。
  - 火曜日 - 金曜日は祝日の場合も運転。火曜日 - 金曜日でめいりんの湯の休館日は、めいりんの湯 - 役場間運休
  - 各路線とも週2日の運行。いずれの路線も、朝のめいりんの湯行1便と、昼のめいりんの湯発1便の、1日1往復運転。

## 沿革
- 2001年5月1日 - 運行開始。
- 2013年10月1日 - 宮崎交通高鍋バスセンター乗り入れ開始。

## 路線
- めいりんの湯 - 役場 - 高鍋バスセンター - 畑田 - 持田団地 - 持田 - 鴫野 - 正祐寺 - 家床 - 染ヶ岡 - 俵橋 - 鬼ヶ久保 - 坂本 - 兀の下 - 切原 - 竹鳩
火曜日・木曜日運転。畑田 - 持田団地、俵橋 - 坂本間のみの利用不可。
- めいりんの湯 - 役場 - 高鍋バスセンター - - 六日町 - 蓑江2 - 蓑江1 - 道具小路西 - 宮越 - 水除 - 小丸出口 - 中川原 - 川田 - 羽根田 - 青木 - 老瀬
火曜日・木曜日運転。農協前 - 老瀬間のみの利用不可。
- めいりんの湯 - - 高鍋バスセンター - 役場 - 筏 - 石原 - 中鶴 - 下屋敷 - 萩原2 - 菖蒲池西 - 大池久保 - 萩原1 - 蚊口西 - 蚊口下 - 蚊口中 - 蚊口浜
水曜日・金曜日運転。萩原2 - 蚊口西間のみの利用不可。
- めいりんの湯 - 役場  - 高鍋バスセンター - 大工小路 - 毛作 - 越ヶ溝 - 水谷原 - 雲雀山 - 上永谷 - 下永谷 - 堀の内 - 堀の内団地
水曜日・金曜日運転。下永谷 - 堀の内団地間のみの利用不可。

## 車両

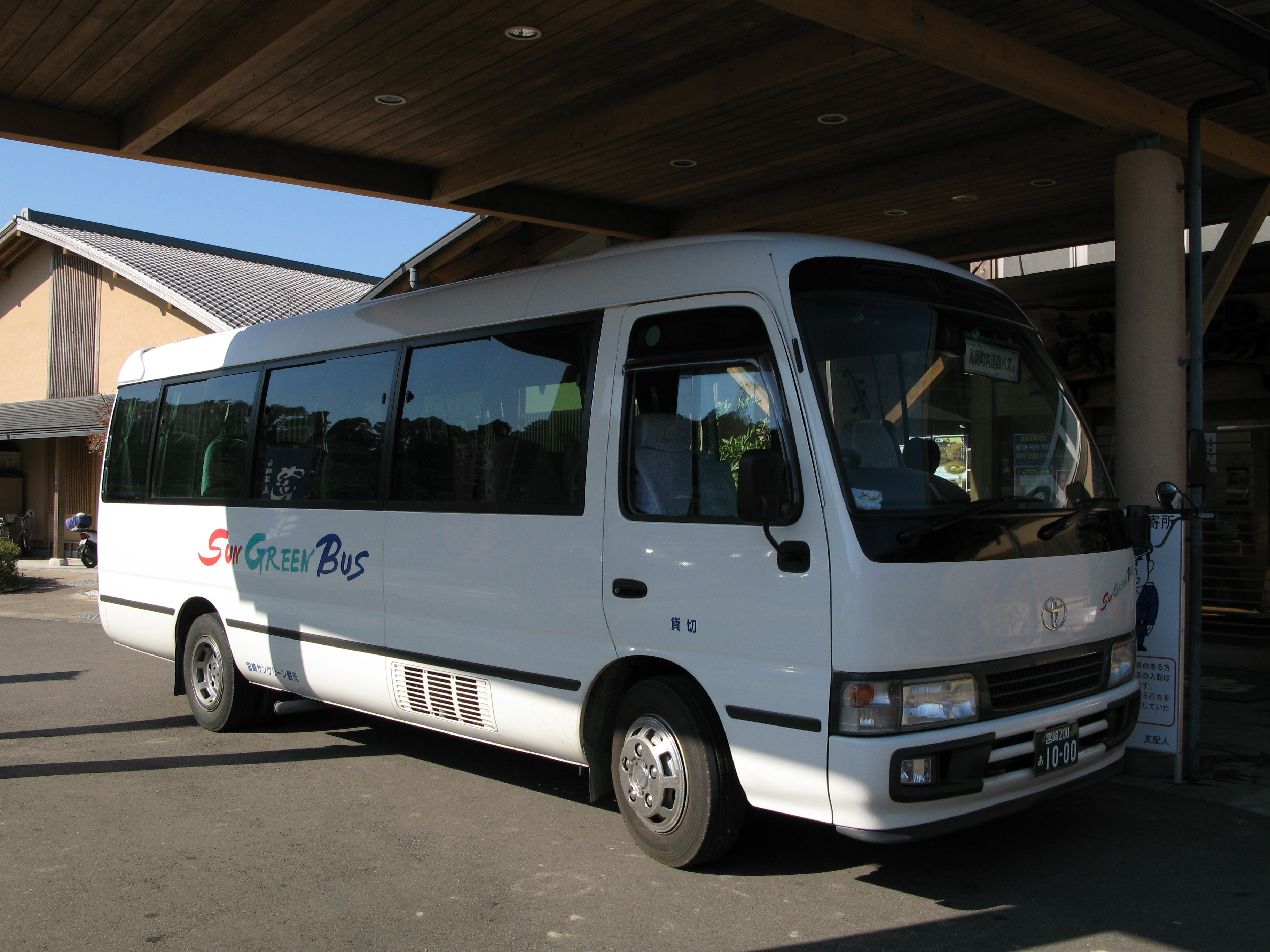
高鍋町内巡回バスの車両

- トヨタ・コースター1台を使用している。